# تیر آتش

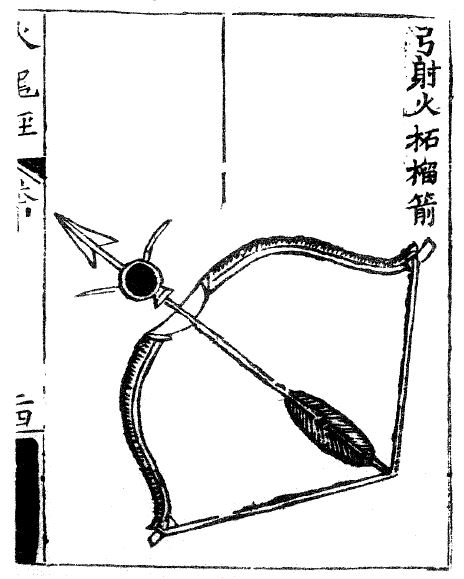
یک تیر بسته شده با باروت آماده شلیک از کمان

تیر آتش، پیکان آتشین (انگلیسی: Fire arrow) یکی از اولین اشکال باروت مسلح شده بود که از قرن نهم به بعد مورد استفاده قرار گرفت. نباید با پرتابه‌های تیر آتش زا قبلی اشتباه شود، پیکان آتشین یک سلاح باروتی بود که نام خود را از اصطلاح چینی ترجمه شده huǒjiàn (火箭) گرفته است که به معنای واقعی کلمه به معنای تیر آتش است. در چین، «پیکان آتش» به پرتابه باروتی گفته می‌شود که از کیسه باروت آتش‌زا متصل به میله پیکان تشکیل شده است. تیرهای آتش، پیشینیان نیزه‌های آتش، اولین سلاح گرم هستند.